# Micaiah Henry
Micaiah Henry (Decatur (Georgia), 16 de octubre de 1997) es un baloncestista estadounidense que actualmente pertenece a la plantilla del Club Polideportivo La Roda de la Liga LEB Plata. Con 2,06 metros de estatura, juega en la posición de ala-pívot.

## Trayectoria deportiva
Es un ala-pívot formado en Columbia High School, antes de ingresar en 2015 en la Universidad Tecnológica de Tennessee, donde tras una primera temporada sin jugar, lo haría durante las tres siguientes (desde 2016 a 2019) en las filas de los Tennessee Tech Golden Eagles de la NCAA.
En 2019, ingresa en la Universidad de Carolina del Sur para jugar durante la temporada 2019-20 con los South Carolina Gamecocks.
En 2021, firma por el Raiffeisen Flyers Wels de la Admiral Basketball Bundesliga, la máxima categoría del baloncesto en Austria.
En septiembre de 2021, firma por el Club Polideportivo La Roda de la Liga LEB Plata.